# Sollentuna Enskilda Järnväg

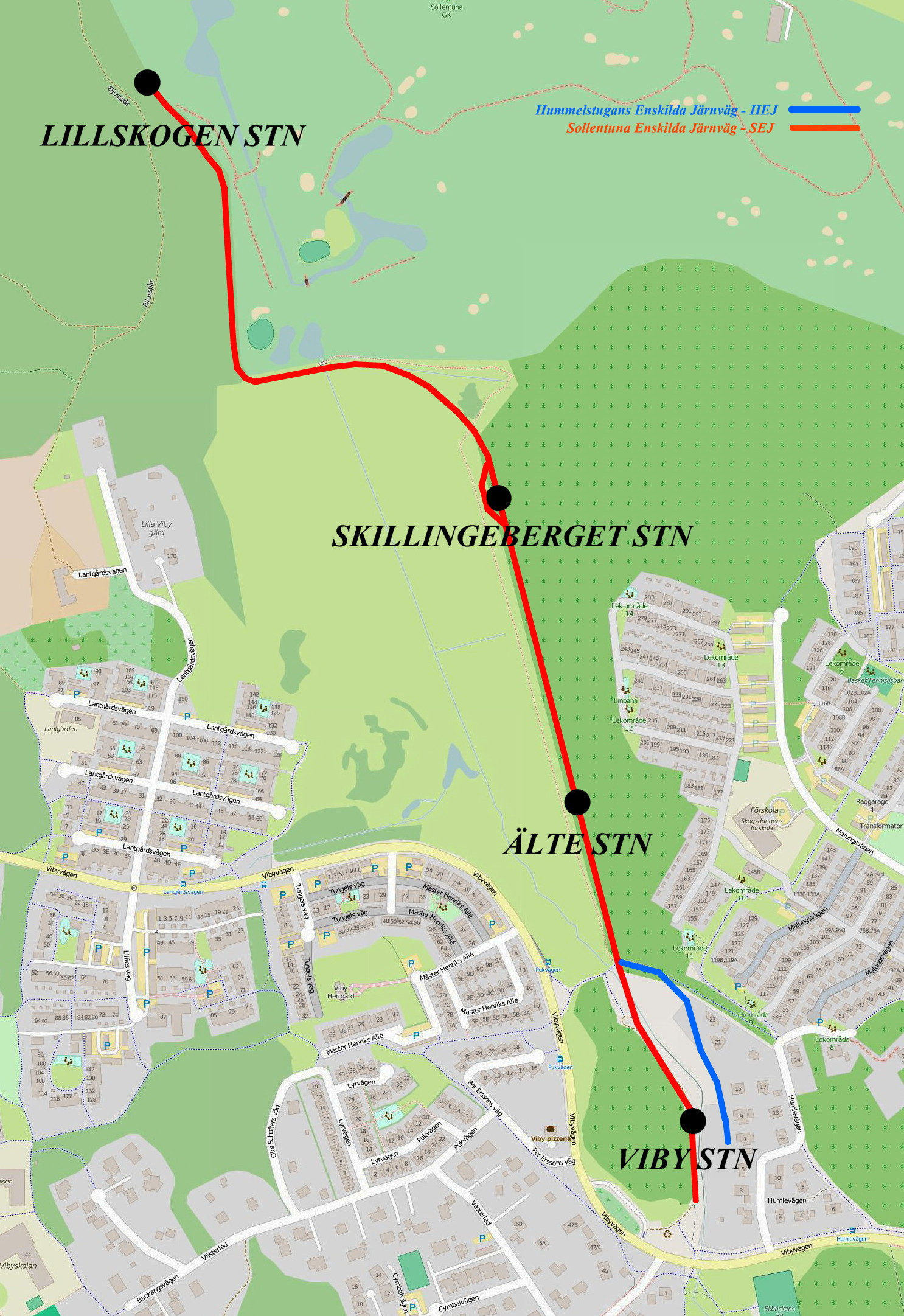
Sollentuna Enskilda Järnväg linjekarta.
Röd: huvudspår SEJ, blå: sidospår HEJ.

Sollentuna Enskilda Järnväg var en museijärnväg  i kommundelen Viby i Sollentuna som var i drift 1967-1996. År 1978 var banan 0,7 km lång och en resa kostade 4 kr tur och retur. 

## Historik
Anläggningen byggdes av Björn Lüning, som redan på 1940-talet började samla material till en 600 mm smalspårbana. Han började lägga ut räls 1967 vid föräldrarnas sommarstuga i Viby. Ångloket Karolina införskaffades 1968 och renoverades och byggdes om till 600 mm spårvidd så att det kunde stå under ånga 1970. År 1971 invigdes järnvägen mellan huvudstationen Hummelstugan och slutstation vid dåvarande Kyrkvägen (idag en namnlös promenadväg), en sträcka på drygt 200 meter. Då hette anläggningen HEJ - Hummelstugans Enskilda Järnväg. År 1972 bildades föreningen Sollentuna Enskilda Järnväg - SEJ. År 1977 hade föreningen 60 medlemmar och ca 2500 besökare per år. 
SEJ skaffade sedermera mer materiel och byggde ut linjen. Den rullande materielen förvarades dock på Björn Lünings tomt. Vid Kyrkvägen lades in en förgreningsväxel och ett nytt spår byggdes norrut till Skillinge golfbana och söderut till skogsdungen öster om Viby gamla bytomt. Fullt utbyggd var banan ungefär 1,5 kilometer lång och hade fyra stationer: Viby, Älte, Skillingeberg och Lillskogen. Vid Skillingeberg fanns ett kort parallellspår. Trafik bedrevs främst på söndagar under vår och höst.
Järnvägen hade som mest ett ånglok och tre diesellok, varav dieselloket Landsbro, tillverkat av Jenbacher Werke i Österrike 1952, användes vid järnvägens utbyggnad och när Karolina inte kunde användas i persontrafiken. Vagnarna var hämtade från olika industrier där tre vagnar från Kosta - Lessebo Järnväg byggdes om till öppna personvagnar.  

## Nedläggning
Allt eftersom tiden gick blev det problem med återväxten i föreningen. År 1996 hade Sollentuna Enskilda Järnväg drygt 100 medlemmar men av dessa var bara fyra aktiva: två pensionärer och två ungdomar på 15 och 17 år. Detta var för lite för att driva föreningen vidare då de äldre inte längre orkade. Banans sista trafikdag var den 15 september 1996. De delar av järnvägen som låg utanför Lünings tomt revs år 1997, men inom tomten låg banan kvar ända till april 2004. På större delen av den före detta banan ligger syllar fortfarande (2015) kvar.
Loket Karolina finns numer på Böda Skogsjärnväg på Öland.

## Bilder
Sollentuna Enskilda Järnväg i juli 2015.

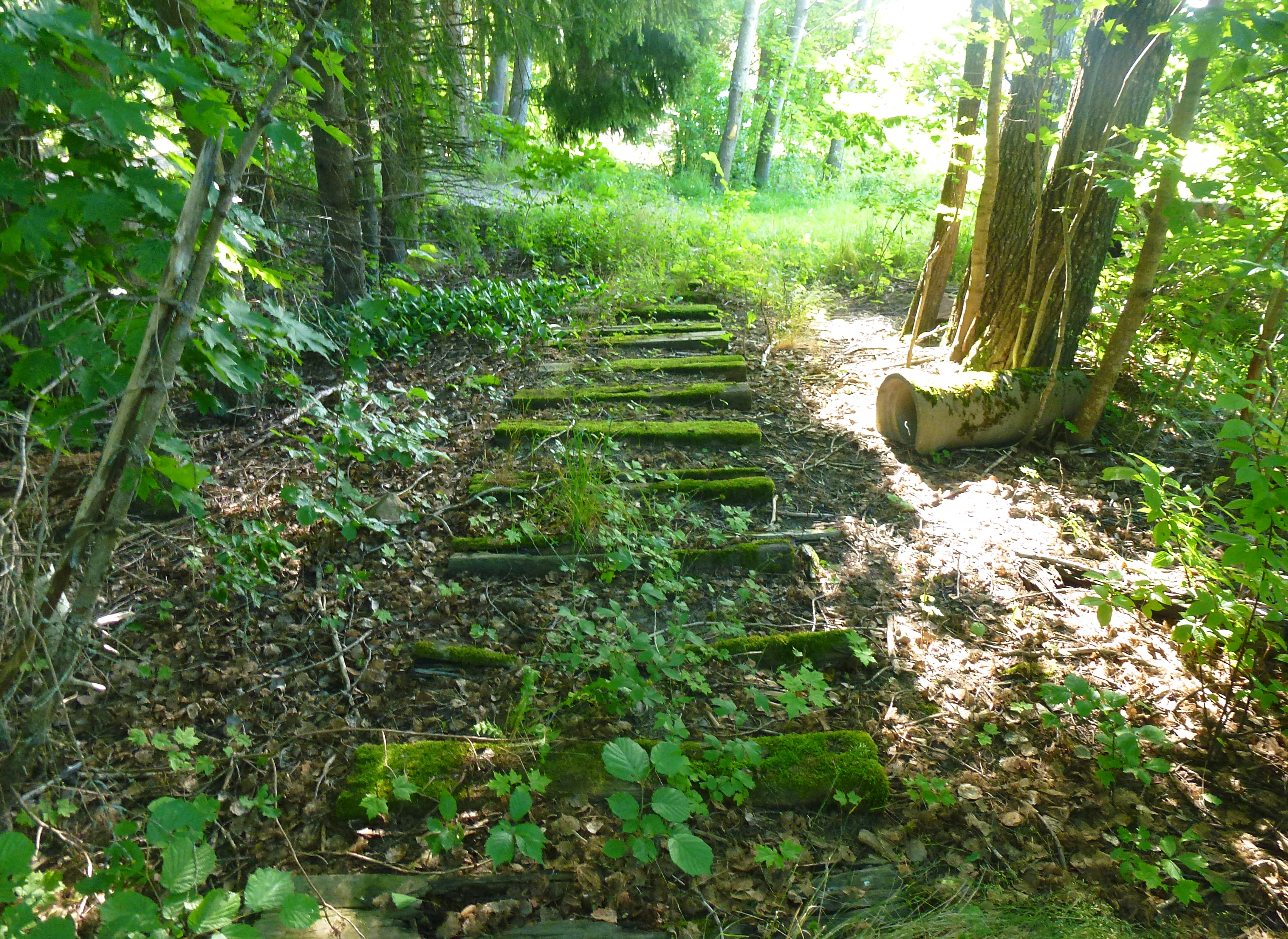
Sidospåret söderut
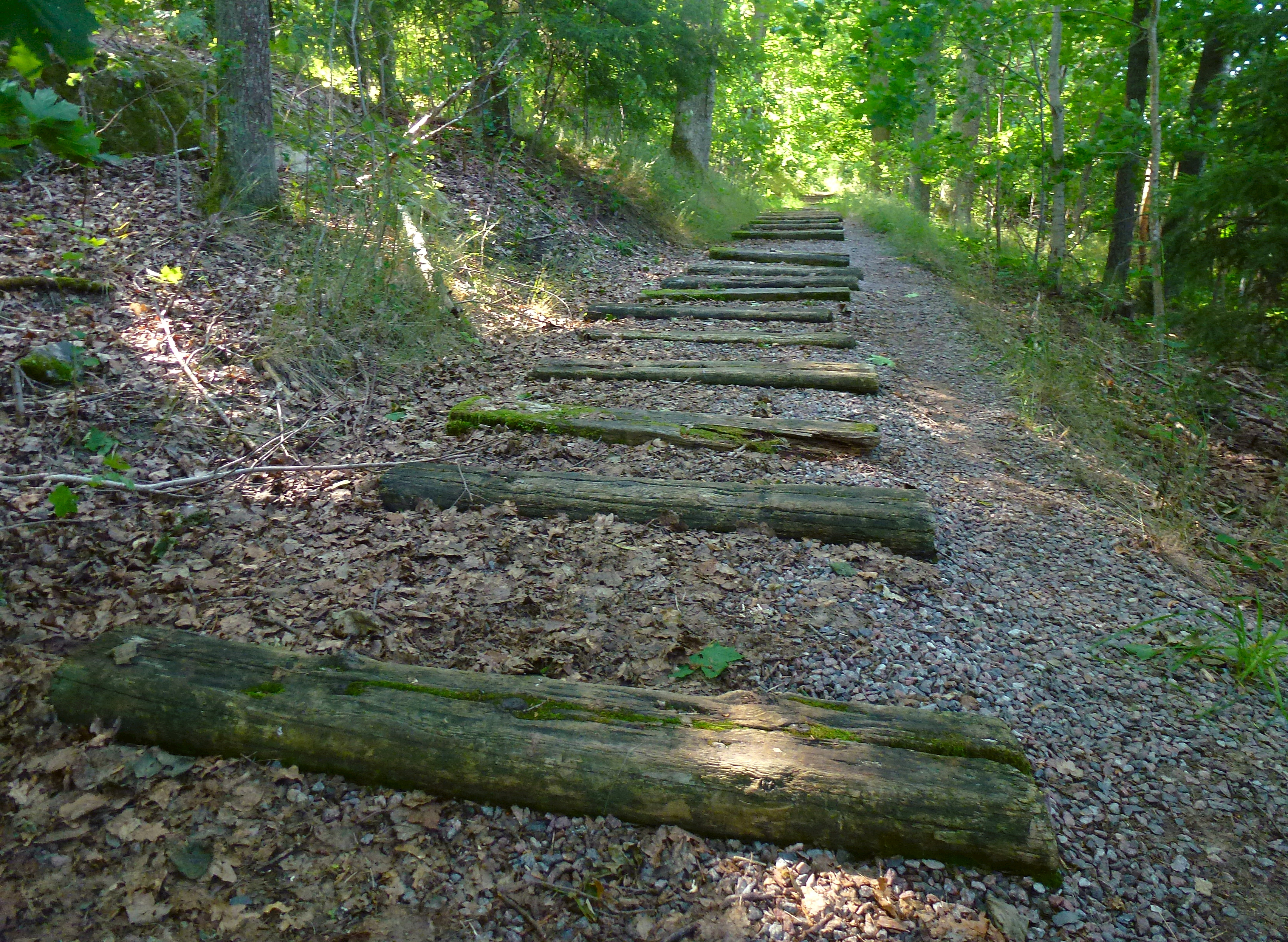
Huvudspåret söderut
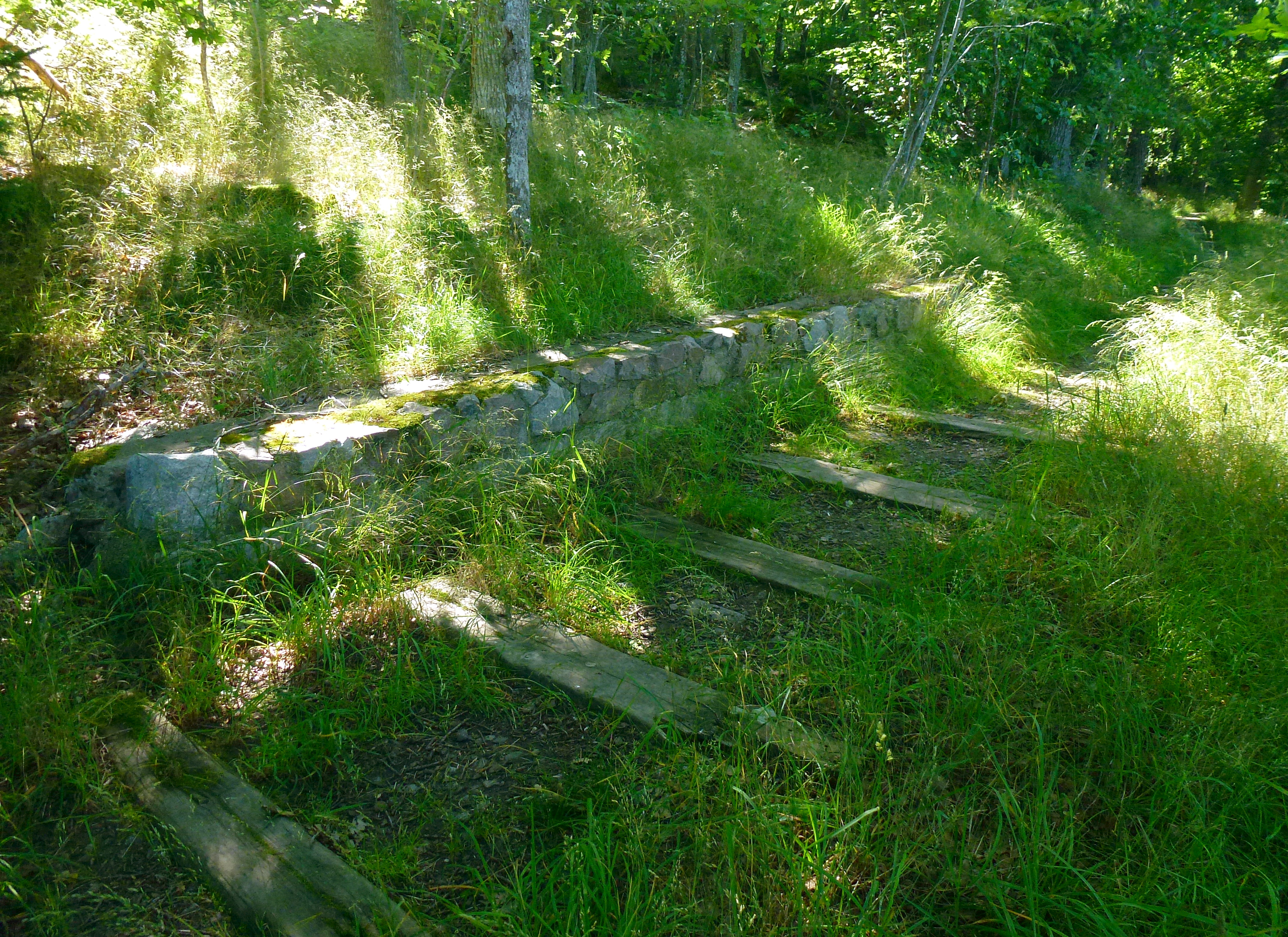
Perrongen vid Älte Stn
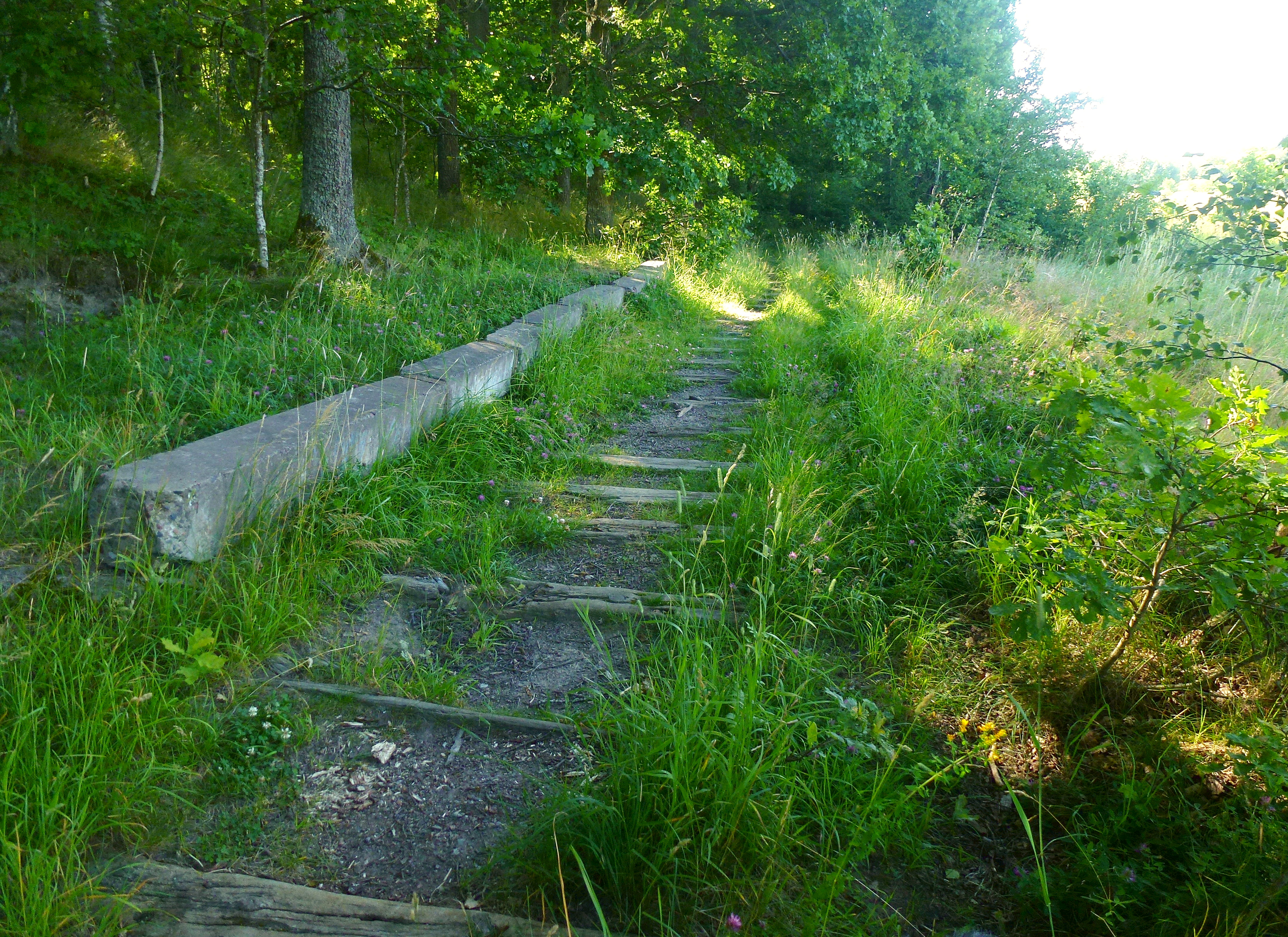
Perrongen vid Skillingeberget Stn